# 佐藤友香 (1983年生のアナウンサー)
佐藤 友香（さとう ゆか、1983年9月9日 - ）は、日本のフリーアナウンサー。圭三プロダクション（第17期圭三塾出身）を経て現在は湘南ケーブルネットワーク所属。血液型はA型。愛称は「ゆかっち」。神奈川県平塚市出身。麻布大学環境保健学部環境政策学科卒業。

## プロフィール
大学在学中、『みんなが出るテレビ』（以下・みんテレ。tvk）に 女子大生レポーターとして出演（この頃に圭三プロダクションと契約を結んだと思われる）。みんテレでは地元である平塚市に詳しいことから『平塚博士』の愛称で呼ばれていた。レポート発表の際、愛称にちなんで眼鏡をかけて出演したり、自分の家族（両親と妹2人）をレポートに登場させたこともあった。2006年3月に大学卒業と同時に番組を卒業 。

他にも『大学駅伝2005~2006 FIGHT THE FUTURE』（文化放送・箱根駅伝事前番組）のレポーターとして出演したこともある。2006年には湘南ひらつか七夕まつりの湘南ひらつか織り姫に選出され、その模様はみんテレでも紹介された。
その後、横浜ベイスターズの二軍チームである湘南シーレックスの応援番組『FAN FUNシーレックス』のレポーター、『Bun Bun Radio』（エフエム熱海湯河原）のパーソナリティーとして出演していたが、2007年3月に圭三プロダクションを退社。2007年7月7日放送のメレンゲの気持ち(日本テレビ)の1コーナー『石ちゃんの通りの達人』に平塚が取り上げられ、そこでは前年の湘南ひらつか織り姫の肩書きで石塚英彦と共演。2009年2月、FAN FUNシーレックスのレポーターを降板（後任はみんテレでも同期だった水木香）。ただし、シーレックスの応援は今後も続けていくことを番組のブログで明かしていた。

## 出演番組

### 過去
- FAN FUN シーレックス(湘南ケーブルネットワーク)
- みんなが出るテレビ(tvk）
- 大学駅伝2005~2006 FIGHT THE FUTURE（文化放送)-レポーター
- めちゃ×2イケてるッ! (フジテレビ)の1コーナー『山奥~豚の乱~』での側室役（出演者の不祥事により、コーナー自体は終了している）
- ブスの瞳に恋してる(関西テレビ) -局アナ役
- Bun Bun Radio (エフエム熱海湯河原)-パーソナリティー